# María Isabel Pérez
María Isabel Pérez Rodríguez (Sevilla, 1 de marzo de 1993) es un deportista española que compite en atletismo, especialista en las carreras de velocidad. Ganó una medalla de plata en los Relevos Mundiales 2025, en la prueba de 4 × 100 m.

## Trayectoria
En los Relevos Mundiales 2025 consiguió la medalla de plata en el relevo 4 × 100 m (junto con Esperança Cladera, Jaël Bestué y Paula Sevilla), por detrás del cuarteto del Reino Unido. En esa misma competición batió la plusmarca de España del 4 × 100 m en la serie de clasificación (42,18). En el Campeonato de Europa por Equipos solo consiguió la décima plaza de la prueba individual de 100 m; sin embargo, con sus compañeras del 4 × 100 m consiguió la segunda posición y volver a batir su récord de España.
Fue campeona de España de los 60 m en 2019, 2022 y 2025 y de los 100 m en 2018 y 2021.

## Palmarés internacional
| Relevos Mundiales | Relevos Mundiales | Relevos Mundiales | Relevos Mundiales |
| Año               | Lugar             | Medalla           | Prueba            |
| ----------------- | ----------------- | ----------------- | ----------------- |
| 2025              | Cantón (China)    | Medalla de plata  | 4 × 100 m         |

## Competiciones internacionales
| Año  | Competición                          | Sede                     | Puesto            | Prueba    | Marca |
| ---- | ------------------------------------ | ------------------------ | ----------------- | --------- | ----- |
| 2012 | Campeonato Mundial Junior            | Barcelona (España)       | DQ (s.)           | 4 × 100 m | –     |
| 2014 | Campeonato Europeo                   | Zúrich (Suiza)           | 14.º (s.)         | 4 × 100 m | 44.68 |
| 2016 | Campeonato Europeo                   | Ámsterdam (Países Bajos) | 10.º (s.)         | 4 × 100 m | 44.14 |
| 2018 | Juegos Mediterráneos                 | Tarragona (España)       | Medalla de plata  | 4 × 100 m | 43.31 |
| 2018 | Campeonato Europeo                   | Berlín (Alemania)        | 8.º               | 4 × 100 m | 43.54 |
| 2021 | Campeonato Europeo en Pista Cubierta | Toruń (Polonia)          | 26.º (s.)         | 60 m      | 7.39  |
| 2021 | Juegos Olímpicos                     | Tokio (Japón)            | 41.º (s.)         | 100 m     | 11.51 |
| 2022 | Campeonato Mundial en Pista Cubierta | Belgrado (Serbia)        | 18.ª (sf.)        | 60 m      | 7.20  |
| 2022 | Campeonato Iberoamericano            | La Nucía (España)        | Medalla de bronce | 100 m     | 11.48 |
| 2022 | Campeonato Mundial                   | Eugene (Estados Unidos)  | 33.ª (s.)         | 100 m     | 11.30 |
| 2022 | Campeonato Mundial                   | Eugene (Estados Unidos)  | 5.ª               | 4 × 100 m | 42.58 |
| 2022 | Campeonato Europeo                   | Múnich (Alemania)        | 6.ª               | 100 m     | 11.28 |
| 2022 | Campeonato Europeo                   | Múnich (Alemania)        | 4.ª               | 4 × 100 m | 43.03 |
| 2024 | Campeonato Europeo                   | Roma (Italia)            | 21.ª (sf.)        | 100 m     | 11.41 |
| 2024 | Campeonato Europeo                   | Roma (Italia)            | 5.ª               | 4 × 100 m | 42.84 |
| 2025 | Campeonato Europeo en Pista Cubierta | Apeldoorn (Países Bajos) | 10.ª (sf.)        | 60 m      | 7.17  |
| 2025 | Relevos Mundiales                    | Cantón (China)           | Medalla de plata  | 4 × 100 m | 42.28 |
| 2025 | Campeonato de Europa por Equipos     | Madrid (España)          | 10.º              | 100 m     | 11.31 |
| 2025 | Campeonato de Europa por Equipos     | Madrid (España)          | 2.º               | 4 × 100 m | 42.11 |

1. ↑  42.18  en series
2. ↑  En esta competición no se entregan medallas en las pruebas individuales.

## Marcas personales
| Prueba         | Marca | Viento (m/s) | Lugar    | Fecha               |
| -------------- | ----- | ------------ | -------- | ------------------- |
| 100 metros     | 11.07 | +0.2         | Nerja    | 25 de junio de 2022 |
| 200 metros     | 24.28 | -1.7         | Pamplona | 1 de junio de 2019  |
| 4 × 100 metros | 42.18 | --           | Cantón   | 9 de mayo de 2025   |

| Prueba    | Marca | Lugar  | Fecha                 |
| --------- | ----- | ------ | --------------------- |
| 60 metros | 7.15  | Madrid | 22 de febrero de 2025 |